# Малый Балхан
Ма́лый Балха́н (туркм. Kiçi Balkan dagy) — низкогорное поднятие в Туркменистане, между западной оконечностью Копетдага и Большим Балханом.
Малый Балхан представляет собой антиклинальную складку, простирающуюся с востока-северо-востока на запад-юго-запад. Протяжённость около 30 км, максимальная высота — 777 м. Сложен известняками и мергелями. В сильно расчленённых предгорьях из мергелей и гипсоносных глин типично выражены карстово-суффозионный рельеф и формы подземной эрозии (так называемый глинистый карст). На склонах господствуют ландшафты полынной и полынно-солянковой пустыни.